# Macroglossum buruensis
Macroglossum buruensis is een vlinder uit de familie van de pijlstaarten (Sphingidae). De wetenschappelijke naam van de soort werd in 1900 gepubliceerd door William Jacob Holland.